# Juan Gris
Juan Gris (født 23. marts 1887 i Madrid, død 11. maj 1927 i Boulogne-sur-Seine, Frankrig, egl. José Victoriano Carmelo Carlos González-Pérez) var en spansk maler som levede og arbejdede det meste af livet i Frankrig.  Med Pablo Picasso og Georges Braque er han en af hovedrepræsentanterne for kubismen. Gris malede især stilleben, hvor han satte billedelementer ved siden af og over hinanden som collage.
Gris gik to år (1902–04) på Escuela de Artes y Manufacturas og lærte teknisk tegning. Året efter studerede han akademisk malerkunst hos maleren José Maria Carbonero.
1906 kom han til Paris og fandt sig til rette blandt de unge kunstnere Henri Matisse, Georges Braque, Fernand Léger og Amedeo Modigliani.
Gris leverede tegninger til vittighedsblade og begyndte at male for alvor fra 1910. To år senere havde han udviklet sin egen variant af kubismen. Han tog udgangspunkt i den analytiske kubisme, men bevægede sig i retning af den syntetiserende. Sammen med vennen Matisse blev paletten mere farverig og harmonisk, mens Picasso og Braque nærmest malede monokromatisk. Mange af arbejderne kan betragtes som stilleben.
1924 tegnede han scenografi og kostumer til Ballets Russes ledet af danseren Sergei Diaghilev.
Gris formulerede sine teorier om æstetik omkring 1924, da han også gav en forelæsning ved Sorbonne: Des possibilités de la peinture (om maleriets muligheder). Større udstillinger blev holdt i Galerie Simon i Paris, Galerie Flechtheim i Berlin 1923 og Galerie Flechtheim i Düsseldorf 1925. Han døde i Boulogne-sur-Seine ved Paris i en alder af fyrre år.
| - Værker af Juan Gris - Portræt af Pablo Picasso, 1912 - Mand med pibe, 1913 ('Rygeren, Frank Haviland(en)) - Stilleben, 1913 - Guitar og pibe, 1913 - Stilleben med persienner, 1914, Tate Gallery - Mand på café, 1914 - Persienner, 1914 - Stilleben ved åbent vindue, Place Ravignan, 1915 - Kvinde med mandolin (efter Corot), 1916 - Siddende kinde, 1917 Mujer sentada - Stilleben med guitar, bog og avis, ca. 1919 - Stilleben med frugtskål og mandolin, 1919 - Stilleben med bordeauxflaske, 1919 - Flaske og frugtfad, 1919 Botella y frutero |